# Caligus kalumai
Caligus kalumai är en kräftdjursart som beskrevs av Lewis 1964. Caligus kalumai ingår i släktet Caligus och familjen Caligidae. Inga underarter finns listade i Catalogue of Life.